# Tachyoryctes ruandae
Tachyoryctes ruandae é uma espécie de roedor da família Spalacidae.
Pode ser encontrado na República Democrática do Congo, Ruanda e Burundi.